# Victoria-sziget (Kanada)
A Victoria-sziget (helyi nevén Kitlineq) az Északnyugati területek és Nunavut határán elhelyezkedő sziget Kanada arktiszi szigetvilágában.
217 291 km²-es területével  ez a világ 8–9. legnagyobb szigete A Baffin-sziget után Kanada második legnagyobb szigete — közelítőleg kétszer akkora, mint Újfundland (111 390 km²).
A sziget nyugati harmada az Északnyugati területek Inuvik régiójához tartozik, nagyobbik része pedig a nunavuti Kitikmeot régióhoz.
A területen mindössze két lakott hely van: Nunavutban, a déli oldalon Cambridge Bay (inuit nyelven Ikaluktutiak, 1477 fő (2006) +/-) és keleten az Északnyugati területekhez tartozó Ulukhaktok (2006-ig Holman, 402 fő (2011) +/-). Az északnyugati partoknál épült Fort Collinson, de ezt a települést régen elhagyták.

## Földrajza

### Fekvése, domborzata

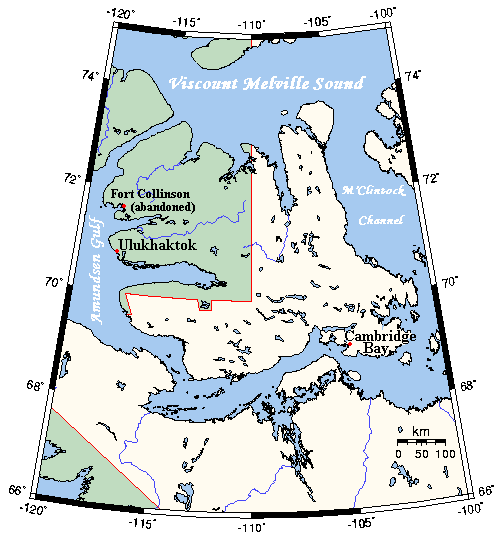
A Victoria-sziget térképe

A Viscount Melville-öböllel határos északon, míg a M'Clintock-csatornával és a Victoria-szorossal keleten. Nyugaton az Amundsen-öböl és a Banks-sziget fekszik, amelyeket a Prince of Wales-szoros választ el a Victoria-szigettől. Délen a következőkkel szomszédos (nyugatról keletre): Dolphin and Union-szoros, Austin-öböl, Coronation-öböl és a Dease-szoros.
A szigeten alföldek, felföldek és fennsíkok váltakoznak. Partvonala erősen tagolt, fjordokkal szabdalt, sok félszigettel. A keleti részen észak felé, a Goldsmith-csatornáig nyúlik ki a Storkerson-félsziget. Ez a szoros választja el a Victoria-szigetet a Stefansson-szigettől. A Strokerson-félszigetet a Hadley-öböl különíti el a Victoria-sziget középnyugati részétől. Egy másik, széles félsziget az északi térségben a Prince Albert-félsziget, ami a Prince of Wales-szorosnál végződik. A harmadik nagyobb félsziget a Wollaston-félsziget, amelynek alakja Kanada egyik legfontosabb jelképére, egy stilizált juharlevélre emlékeztet. Ezt a félszigetet a Prince Albert-öböl különíti el a sziget középső részeitől.
A sziget legmagasabb pontja 655 méter magas, és a Shaler-hegységben van.
A számos tó közül a legnagyobb, mintegy 562 km²-es a Ferguson-tó a délkeleti részen, Nunavutban, a Cambridge Baytől északra.

### Geológiája
Felszínét nagyrészt üledékes kőzetek borítják. A nyugati parton található egy prekambriumi kőzetekből álló övezet. Egy másik, ehhez hasonló a déli parton húzódik, rezes ásványosodott zónával.

## Növényzete
A sziklás felszínt köves tundra borítja.

## Története
A szigetet John Richardson látta meg először 1826-ban Franklin második útján. 1839-ben Peter Warren Dease és Thomas Simpson nevezte el a szigetet az újonnan megkoronázott Viktória királynőről.

### Térképek
- (angolul) A Victoria-sziget térképe az Atlas of Canada-n
- (angolul) Minden koordináta megtekintése a Google Térképen és a Bingen.

1. ↑  Cambridge Bay - é. sz. 69° 07′, ny. h. 105° 03′69.116667°N 105.050000°WCambridge Bay
2. ↑  Ulukhaktok - é. sz. 70° 44′, ny. h. 117° 46′70.733333°N 117.766667°WUlukhaktok, NT
3. ↑  Fort Collinson - é. sz. 71° 37′, ny. h. 117° 52′71.616667°N 117.866667°WFort Collinson, NT
4. ↑  Viscount Melville Sound - é. sz. 74°, ny. h. 108°74.000000°N 108.000000°WViscount Melville Sound, NU
5. ↑  M'Clintock Channel - é. sz. 72°, ny. h. 102°72.000000°N 102.000000°WM'Clintock Channel, NU
6. ↑  Victoria Strait - é. sz. 69°, ny. h. 101°69.000000°N 101.000000°WVictoria Strait, NU
7. ↑  Amundsen Gulf - é. sz. 70°, ny. h. 120°70.000000°N 120.000000°WAmundsen Gulf, NT
8. ↑  Banks Island - é. sz. 73°, ny. h. 121°73.000000°N 121.000000°WBanks Island, NT
9. 1 2  Prince of Wales Strait - é. sz. 72° 20′, ny. h. 119° 00′72.333333°N 119.000000°WPrince of Wales Strait, NT
10. ↑  Dolphin and Union Strait - é. sz. 69° 08′, ny. h. 116° 00′69.133333°N 116.000000°WDolphin and Union Strait, NT/NU
11. ↑  Austin Bay - é. sz. 68° 31′, ny. h. 113° 06′68.516667°N 113.100000°WAustin Bay, NU
12. ↑  Coronation Gulf - é. sz. 68°, ny. h. 112°68.000000°N 112.000000°WCoronation Gulf, NU
13. ↑  Dease Strait - é. sz. 68° 50′, ny. h. 107° 30′68.833333°N 107.500000°WDease Strait, NU
14. ↑  Goldsmith Channel - é. sz. 73° 13′, ny. h. 106° 12′73.216667°N 106.200000°WGoldsmith Channel, NU
15. ↑  Storkerson Peninsula - é. sz. 72° 30′, ny. h. 106° 30′72.500000°N 106.500000°WStorkerson Peninsula, NU
16. ↑  Stefansson Island - é. sz. 73° 30′, ny. h. 105° 30′73.500000°N 105.500000°WStefansson Island, NU
17. ↑  Hadley Bay - é. sz. 72° 31′, ny. h. 108° 12′72.516667°N 108.200000°WHadley Bay, NU
18. ↑  Prince Albert Peninsula - é. sz. 72° 30′, ny. h. 116° 00′72.500000°N 116.000000°WPrince Albert Peninsula, NT
19. ↑  Wollaston Peninsula - é. sz. 69° 45′, ny. h. 114° 30′69.750000°N 114.500000°WWollaston Peninsula, NU
20. ↑  Shaler Mountains - é. sz. 72° 18′, ny. h. 109° 44′72.300000°N 109.733333°WShaler Mountains, NU
21. ↑  Ferguson Lake - é. sz. 69° 25′, ny. h. 105° 15′69.416667°N 105.250000°WFerguson Lake, NU

## Fordítás
- Ez a szócikk részben vagy egészben  a   Victoria Island (Canada) című angol Wikipédia-szócikk ezen változatának fordításán alapul.  Az eredeti cikk szerkesztőit annak laptörténete sorolja fel. Ez a jelzés csupán a megfogalmazás eredetét és a szerzői jogokat jelzi, nem szolgál a cikkben szereplő információk forrásmegjelöléseként.
- Ez a szócikk részben vagy egészben  az   Insula Victoria című román Wikipédia-szócikk ezen változatának fordításán alapul.  Az eredeti cikk szerkesztőit annak laptörténete sorolja fel. Ez a jelzés csupán a megfogalmazás eredetét és a szerzői jogokat jelzi, nem szolgál a cikkben szereplő információk forrásmegjelöléseként.